# Gebäude-Energieberater
 Gebäude-Energieberater (kurz: GEB) ist eine deutsche Fachzeitschrift für Energieberatung, die erstmals im Jahr 2005 erschien. Neben aktuellen Meldungen veröffentlicht der Gebäude-Energieberater Erfahrungsberichte, Meinungen, Normen und technisches Fachwissen von Energieberatern.
Die verbreitete Auflage beträgt 13.606 Exemplare. Gebäude-Energieberater richtet sich an Architekten, Planungs- und Bauingenieure, Handwerker aus den Bereichen Heizungs-, Sanitär- und Klimatechnik, Fassadenbau, Gebäudeisolierung, Schornsteinfeger mit Zusatzausbildung zum Energieberater.
Gebäude-Energieberater erscheint bei der Alfons W. Gentner Verlag GmbH & Co. KG in Stuttgart.